# Bahnou Diarra
Seydina Nouhoum Diarra (Brussel, 1 april 1994) is een Belgisch-Malinees voormalig voetballer die onder de naam Bahnou als middenvelder speelde.

## Carrière
Diarra, die afkomstig is uit Dilbeek, doorliep vanaf zijn zesde de gehele jeugdopleiding van RSC Anderlecht. Op 25 februari 2013 won hij met de Anderlechtse U19 de Viareggio Cup. In de finale, die Anderlecht met 0-3 won van AC Milan, kreeg hij een basisplaats en werd hij na 78 minuten gewisseld voor Nabil Jaadi.
In juni 2013 ondertekende hij een contract voor twee seizoenen bij N.E.C., waarvoor hij op 3 augustus 2013 debuteerde als invaller voor Youri Loen in de met 1-4 verloren thuiswedstrijd tegen FC Groningen. Op 10 augustus 2013 kreeg hij zijn eerste basisplaats tegen PSV. Hij werd na 80 minuten naar de kant gehaald voor Marcel Stutter bij een 4-0-achterstand. Diarra werd in het seizoen 2014/15 kampioen van de Jupiler League met N.E.C.. Nadat zijn contract medio 2015 afliep ging hij meetrainen met het tweede team van Anderlecht.
In augustus 2016 ondertekende hij een eenjarig contract bij SC Eendracht Aalst, dat toen uitkwam in de Tweede klasse amateurs VFV A. Diarra dwong in zijn debuutseizoen promotie af naar Eerste klasse amateurs. Medio 2018 ging hij in Bulgarije voor FK Vereja in de Parva Liga spelen. Begin januari 2019 haalde RWDM hem opnieuw naar België, maar lang bleef hij daar niet, want na het seizoen tekende hij bij Tempo Overijse..
In augustus 2019 ging naar Diarra het Italiaanse Napoli United in de Eccellenza Girona A. Dit team, dat voorheen als Afro-Napoli United speelde en een mix is van migranten en Italianen, maakt zich sterk tegen racisme. Na één seizoen haalde Crossing Schaerbeek hem terug naar België. In 2022 stopte hij en begon met de broers Karim en Mehdi Tarfi, die hij kende uit de jeugd van Anderlecht, een voetbalschool.

## Statistieken
| Seizoen         | Club            |                    | Competitie      | Competitie | Competitie | Beker | Beker | Internationaal | Internationaal | Totaal | Totaal |
| Seizoen         | Club            | Wed.               | Competitie      | Dlp.       | Wed.       | Dlp.  | Wed.  | Dlp.           | Wed.           | Dlp.   |        |
| --------------- | --------------- | ------------------ | --------------- | ---------- | ---------- | ----- | ----- | -------------- | -------------- | ------ | ------ |
| 2013/14         | N.E.C.          | Vlag van Nederland | Eredivisie      | 4          | 0          | 1     | 0     | -              | -              | 5      | 0      |
| 2014/15         | N.E.C.          | Vlag van Nederland | Eerste divisie  | 3          | 0          | 0     | 0     | -              | -              | 3      | 0      |
| Club totaal     | Club totaal     | Club totaal        | Club totaal     | 7          | 0          | 1     | 0     | 0              | 0              | 8      | 0      |
| Carrière totaal | Carrière totaal | Carrière totaal    | Carrière totaal | 7          | 0          | 1     | 0     | 0              | 0              | 8      | 0      |

## Erelijst
N.E.C.
- Kampioen Eerste divisie

2014/15